# Buran 2.01
2.01 – pierwszy z drugiej serii radzieckich orbiterów (trzeci ogółem). Prawdopodobnie miał nosić nazwę Bajkał, która miała nawiązywać do jeziora o tej nazwie. Ukończony w około 30-50%, nigdy nie odbył lotu.

## Zmiany w porównaniu do wahadłowca Buran
Seria 2.0x różni się od pierwszej przede wszystkim rozplanowaniem kokpitu i uwzględnieniem kilku wniosków, jakie nasunęły się po starcie OK 1.01. W orbiterze zamierzano zamontować także fotele wyrzucane Zwiezda K-36RB oraz system podtrzymywania życia w celu przygotowania do lotów załogowych.

## Planowana misja załogowa
Wstępnie planowano, że pierwszy załogowy lot nowego promu odbędzie się w 1994 roku i potrwa 24 godziny. Załogę mieli stanowić Igor Wołk i Aleksandr Iwanczenkow.

## Losy po zakończeniu programu
Buran 2.01 od czasu zakończenia programu zalegał na placu w moskiewskiej fabryce Tuszyno. Następnie został częściowo rozebrany i w październiku 2004 przeniesiony na składowisko w tej samej dzielnicy. W 2011 roku został przetransportowany barką na pokazy lotnicze MAKS-2011 w mieście Żukowskij.

## Galeria

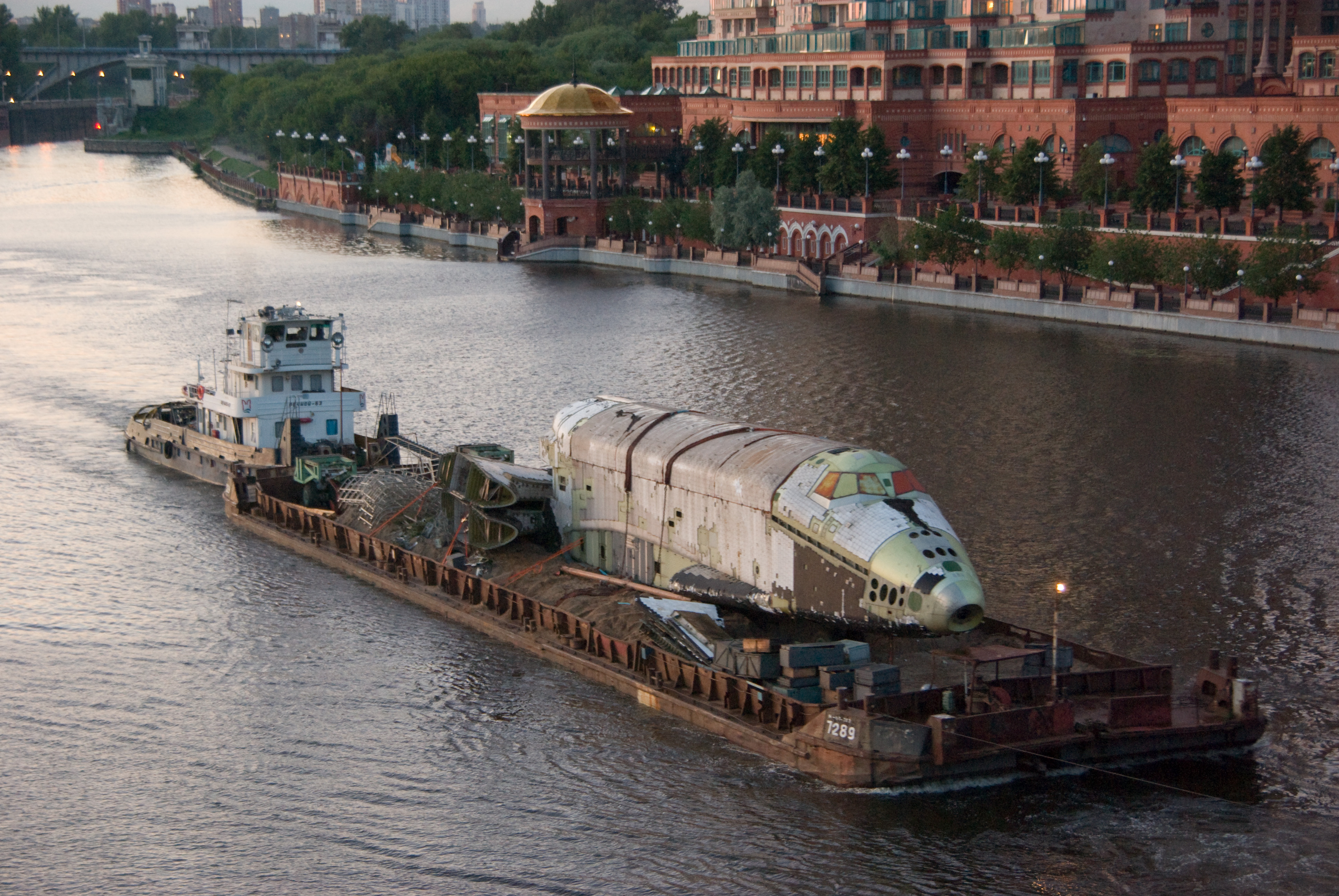
Buran 2.01 podczas transportu rzeką Moskwą
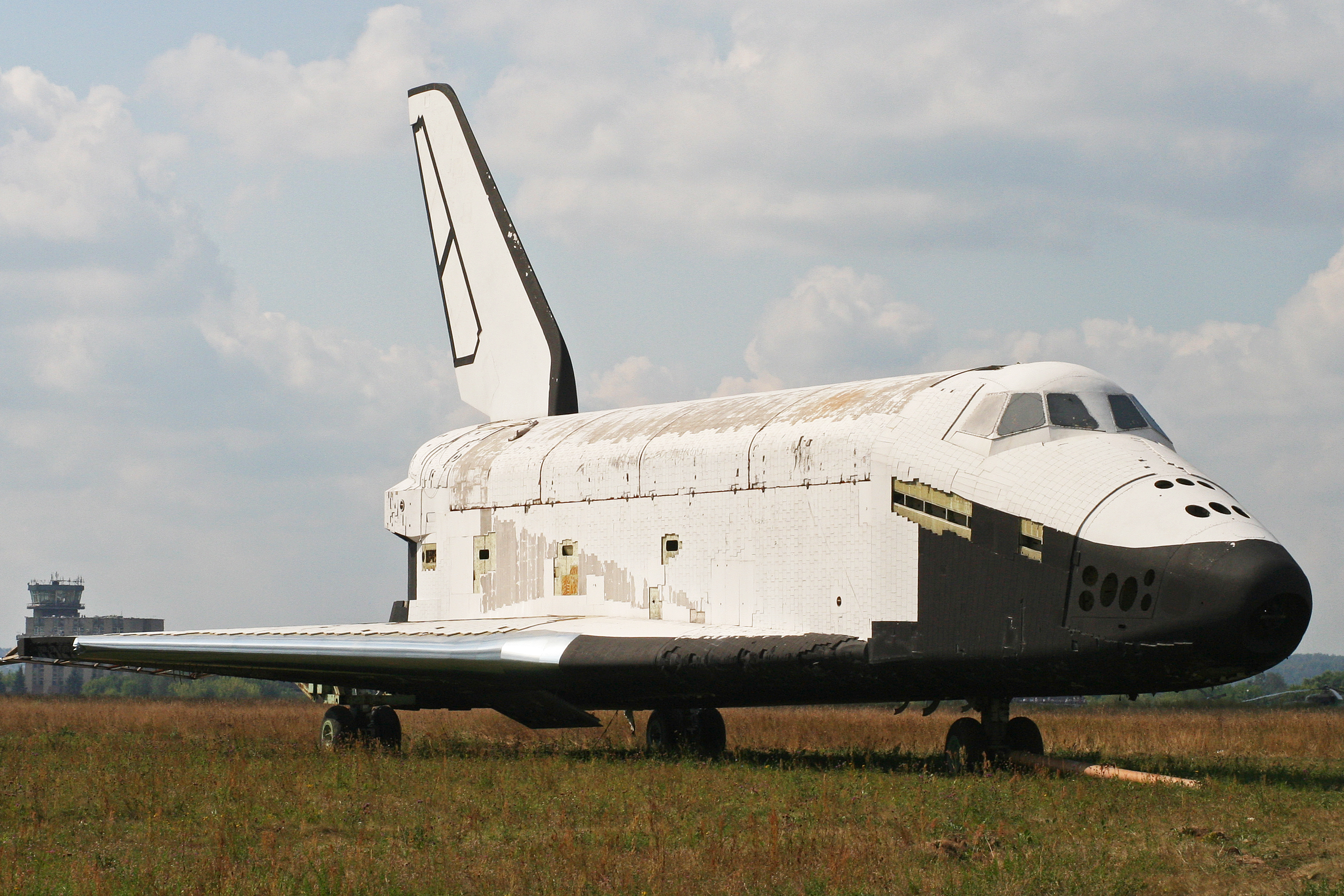
Częściowo odtworzony Buran 2.01 w Instytucie Gromowa w mieście Żukowskij
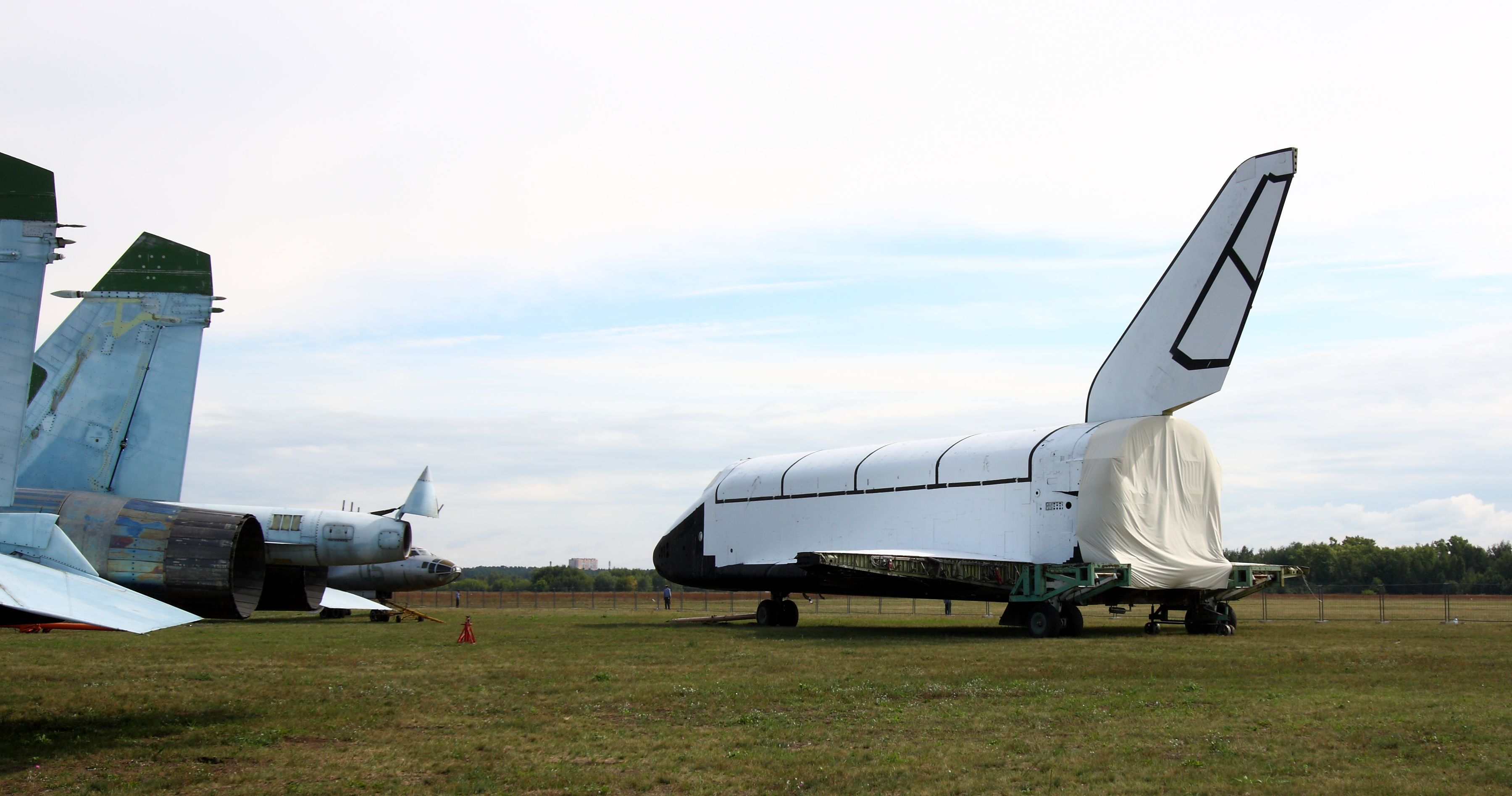
Wahadłowiec w trakcie restauracji